# Овин, Жад
Жад Ови́н (фр. Jade Hovine; род. 11 июня 2004, Лилль, Франция) — бельгийская фигуристка, выступающая в одиночном катании.
Местом жительства указывается посёлок Во близ Турне. Отца зовут Люк, мать — Эмили. Студентка юридического факультета.
Начала заниматься фигурным катанием в 2010 году. Представляет клуб Axel Club Tournai Fédéré, расположенный в коммуне Турне.
В девять лет заняла второе место чемпионата Бельгии в своей возрастной категории. На тот момент тренировалась у Софи Жуини.
На 2020 год её наставником являлась Силви Де Рейке, занятия проходили в Генте. Затем перешла под руководством Анс Бокландт.
Является четырёхкратным серебряным призёром чемпионата Бельгии (2020, 2022—2024). Член основного состава сборной Бельгии.
В 2022 году одержала первую в карьере победу на международных соревнованиях — NRW Trophy, которые проходили в Дортмунде.
С 2023 года тренируется во Франции. Сперва каталась у Малики Таир, позднее — в группе Седрика Тура и Родольфа Марешаля.
В 2023 году выступила на юниорском и взрослом чемпионатах мира, где стала двадцать третьей и двадцать шестой соответственно.
В свободное от фигурного катания время увлекается шопингом, танцами, прослушиванием музыки, чтением книг и путешествиями.

## Программы
| Сезон   | Короткая программа | Произвольная программа                                                                                           |
| ------- | --- | --- |
| 2023/24 | - «Six Feet Under» Билли Айлиш в аранжировке Седрика Тура - «You Should See Me in a Crown» Билли Айлиш в аранжировке Седрика Тура | - «Histoire d'un amour» Элен Сегара в аранжировке Седрика Тура                                                   |
| 2022/23 | - «Black Hole Sun» Swann feat. Nouela - «A Distant Lament» Colossal Trailer Music - «Run» Людовико Эйнауди                        | - «The Immigrant» из фильма «Крёстный отец» Нино Рота - «Speak Softly, Love» из фильма «Крёстный отец» Нино Рота |
| 2021/22 | - «Toxic» Бритни Спирс в аранжировке Максима Родригеса                                                                            | - «Requiem For A Dream» Клинт Мэнселл в аранжировке Седрика Тура                                                 |

## Результаты
CS: Challenger Series
| Соревнования                | 19/20         | 20/21         | 21/22         | 22/23         | 23/24         |
| Международные               | Международные | Международные | Международные | Международные | Международные |
| --------------------------- | ------------- | ------------- | ------------- | ------------- | ------------- |
| Чемпионат мира              |               |               |               | 26            |               |
| Чемпионат Европы            |               |               |               |               | 23            |
| CS Denis Ten Memorial       |               |               |               |               | 5             |
| CS Golden Spin of Zagreb    |               |               |               | 8             | 12            |
| CS Finlandia Trophy         |               |               |               | 17            |               |
| Trophée Métropole Nice      |               |               |               | 2             | 6             |
| NRW Trophy                  |               |               |               | 1             |               |
| Latvia Trophy               |               |               |               | 4             |               |
| Dragon Trophy               |               |               | 7             | 6             |               |
| Icelab International Cup    |               |               | 4             |               |               |
| Santa Claus Cup             |               |               | 4             |               |               |
| Coupe du Printemps          |               |               | 5             |               |               |
| Challenge Cup               |               |               | 13            |               |               |
| Международные среди юниоров |               |               |               |               |               |
| Чемпионат мира              |               |               |               | 23            |               |
| Гран-при Латвии             |               |               |               | 13            |               |
| Гран-при Австрии            |               |               |               |               |               |
| Winter Star                 |               | 1             |               |               |               |
| Skate Helena                |               | 2             |               |               |               |
| Sofia Trophy                |               | 6             |               |               |               |
| Egna Spring Trophy          |               | 8             |               |               |               |
| Santa Claus Cup             | 10            |               |               |               |               |
| Volvo Open Cup              | 20            |               |               |               |               |
| Challenge Cup               | 21            |               |               |               |               |
| Ice Star                    | 23            |               |               |               |               |
| Национальные                |               |               |               |               |               |
| Чемпионат Бельгии           | 2             |               | 2             | 2             | 2             |